# Pissotxín
Pissotxín o Pessotxín (en ucraïnès Пісочин, en rus Песочин) és una vila de la província de Khàrkiv, Ucraïna. El 2021 tenia 23.616 habitants.